# Rathaus St. Pölten

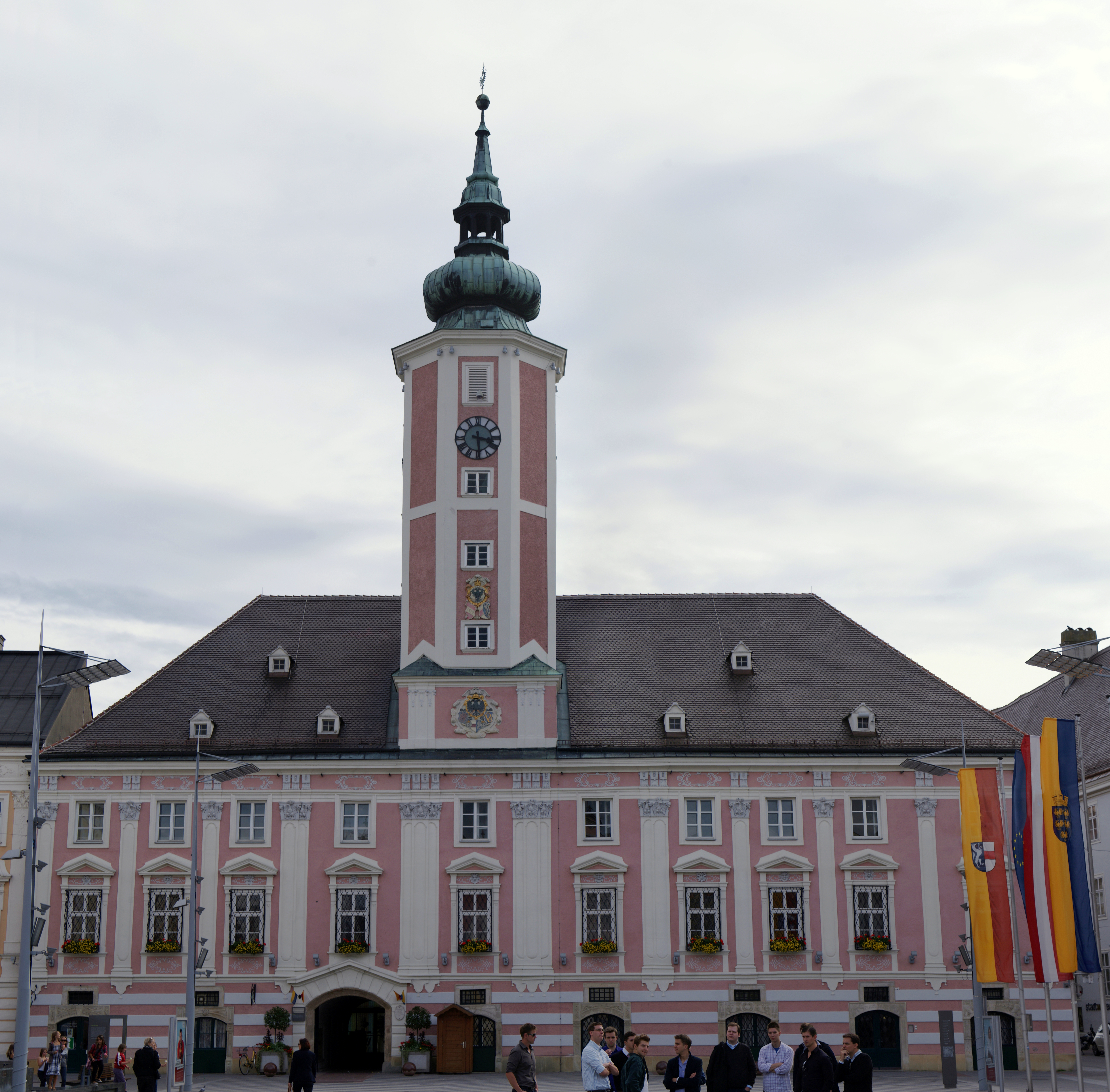
St. Pöltner Rathaus

Das Rathaus St. Pölten wurde 1503 von der Stadt gekauft und umgebaut. Es befindet sich in der Landeshauptstadt St. Pölten von Niederösterreich am Rathausplatz  und beherbergt die Amtsräume des Bürgermeisters, des Stadtsenats sowie des Gemeinderates. Außerdem sind Teile des Magistrats im Gebäude untergebracht.

## Geschichte

Das Rathaus 1908 vom Osten aus gesehen

Die erste Erwähnung als Rathaus findet sich 1503 in einer Urkunde: „...ein Haus am Breiten Markt [der heutige Rathausplatz] so zu gemeiner Stadt zu einem Rathaus kauft ist worden...“ Das damals gekaufte Haus war nur die Osthälfte des heutigen Baus. Die westliche Hälfte wurde 1567 erworben und in den darauf folgenden Jahren zu dem heutigen Gebäude verbunden. Die Fassade wurde vereinheitlicht, so dass man die ehemalige Teilung nicht mehr erkennen kann. Der achteckige Rathausturm, der ursprünglich als Getreidespeicher und Zeughaus diente, wurde 1591 fertiggestellt.
Das heutige, barocke Aussehen erhielt das Rathaus in der ersten Hälfte des 18. Jahrhunderts. 1727 gestaltete Joseph Munggenast die Fassade neu. Das Bürgermeisterzimmer, der ehemalige Ratssaal, darin vor allem die Kaiserdecke mit den Medaillon-Bildnissen der römisch-deutschen Kaiser von Friedrich III. bis Karl VI. wurde 1722 gestaltet. Die Zwiebelkuppel wurde zwischen 1750 und 1775 aufgesetzt.
Der Wappenschmuck vom ehemaligen Kremser- und Wienertor wurde nach deren Schleifung hinzugefügt.
Im Laufe der Zeit hatte das Rathaus zahlreiche Funktionen. So beherbergte es die Stadtwaage, das Salzamt und die Brottische. Später waren auch das erste Feuerwehrhaus, Garagen für die Rettung sowie die Bibliothek, das Museum und das städtische Gefängnis im Rathaus angesiedelt.
Bei Renovierungsarbeiten an der Westfassade konnte eine Sgraffitofläche aus dem späten 14. Jahrhundert freigelegt werden.